# Concurring opinion
Eine concurring opinion ist die englischsprachige Bezeichnung für eine bestimmte Art des Sondervotums. Bei diesem Sondervotum stimmt der Richter dem Ergebnis der Mehrheitsmeinung des Gerichtes zu, jedoch zumeist der Begründung nicht.

## Begriffsbestimmung
Der Begriff beschreibt die Abgabe der Meinung durch einen Richter, der mit dem Ergebnis der Mehrheitsmeinung der Richter übereinstimmt, aber dies unterschiedlich begründet.
Eine concurring opinion wird als Möglichkeit gesehen, wenn man mit dem Ergebnis eines Urteils der Mehrheitsmeinung übereinstimmt, aber denkt, dass mit dem Urteil eine rechtliche Maxime überdehnt wird oder falsch genutzt wird. Dadurch wird einer concurring opinion der Effekt zugesprochen, dass sie die Entscheidungsfindung verbessert. Dies soll zum einen dadurch geschehen, dass die Anmahnung, bspw. der Überdehnung eines Rechtsinstituts dazu führt, dass genauer auf diese mögliche Überdehnung geachtet wird und der Autor der Mehrheitsmeinung durch gegenteilige Ansichten in der Ausarbeitung der Mehrheitsmeinung auf mehr Argumente eingeht. So soll das Urteil des Gerichtes dann Kritiken entgehen. Die Möglichkeit einer concurring opinion würde den Autor der Mehrheitsmeinung motivieren die Mehrheitsmeinung so gut zu schreiben, dass es zu keiner concurring opinion kommt.
Gegen die Möglichkeit einer concurring opinion wird zum Teil angeführt, insbesondere als Vorteil des einheitlichen Urteiles, dass die Richter mehr über ihre Ansichten diskutieren müssten und so ihre eigenen Ansichten anpassen würden. Diese Ansicht wird insbesondere vertreten in Ländern, wo Richter politische Hintergründe haben, aber versuchen neutral zu bleiben, wie bspw. Italien. Zum Teil wird dem Einheitsurteil ohne concurring opinions eine größere Autorität zugesprochen. Dies wird insbesondere verstärkt hervorgebracht, sofern über ein Oberstes Gericht gesprochen wird. Die Aufgabe eines Obersten Gerichtes ist die Herstellung von Rechtssicherheit und die Entscheidung von Rechtsfragen. Dies würde durch unterschiedliche Meinungen womöglich gehindert.
Dagegen wird eingewandt, dass die Veröffentlichungen von unterschiedlichen Ansichten das Gerichtssystem transparenter macht. Dieses Argument wird insbesondere bei Staaten, die Probleme mit Korruption haben, herangezogen. Es würde Korruption verhindern, wenn Richter ihre Ansichten und warum sie diese vertreten würden, veröffentlichen müssten. Auch sei nach einigen Einschätzungen das Urteil eines einzelnen Richters klarer geschrieben und ausgereifter, als ein durch eine Gruppe ausgearbeitetes.

## Concurring opinionin verschiedenen Rechtsordnungen
Die Frage, ob concurring opinions möglich sind, unterscheidet sich von Rechtsordnung zu Rechtsordnung. So kennt das französische Recht keine Unterscheidung von verschiedenen Richtermeinungen, beim Obersten Gerichtshof der Vereinigten Staaten weichen einige Richter teilweise bis zu 60 % von der Mehrheitsmeinung ab (dissenting und concurring opinions zusammen).
Das britische Recht kennt die Abgabe unterschiedlicher Richtermeinungen, insbesondere da historisch Urteile ex tempore mündlich ausgeurteilt wurden. Im 20. und 21. Jahrhundert kam jedoch die Entwicklung auf, dass es oftmals nur noch eine Meinung des Gerichtes gibt. Jeder Richter hat jedoch weiterhin die Möglichkeit eine unterschiedliche Ansicht zu veröffentlichen. Für den Privy Council galt die Praxis der Abgabe einzelner Meinungen klassischerweise nicht. Er veröffentlichte nur eine Ansicht. Dies war zum einen damit begründet, dass er den Monarchen beraten sollte und mehrere Ansichten als verwirrender Rat angesehen wurden und zum anderen, dass man in der Funktion als Appellationsgericht der Kolonien bis Anfang des 20. Jahrhunderts nur klare Urteile veröffentlichen wollte. Dies wurde damit begründet, dass die Menschen in den Kolonien nicht mit den Institutionen und Gepflogenheiten, die ansonsten im englischen Recht gelten würden zurecht kämen. Seit 1966 kann das Judicial Committee of the Privy Council zwei Meinungen veröffentlichen, eine Mehrheitsmeinung und eine dissenting opinion, jedoch keine concurring opinion.
Das US-amerikanische Recht erlaubt dissenting opinions und concurring opinions. Historisch versuchte Justice Marshall als Chief Justice am Obersten Gerichtshof eine Praxis der Einheitsmeinung zu etablieren. Dieser Versuch ermöglichte dem Gericht sich eine Autorität zu erarbeiten neben den anderen beiden Gewalten, eine entsprechende Praxis etablierte sich jedoch nicht. Der American Bar Association Code of Judicial Ethics enthielt zwischen 1924 und 1972 eine Regelung, die von abweichenden Meinungen abriet. Inzwischen sind abweichende Meinungen jedoch juristischer Alltag.
Auch andere Common Law Staaten kennen die Möglichkeit unterschiedlicher Richtermeinungen. Dazu gehören Australien, Kanada, Neuseeland und Indien. Wobei in Kanada in den 1950ern über die Einführung eines Einheitsurteiles diskutiert wurde und in Australien verschiedene Chief Justices versucht haben, eine entsprechende Praxis zu etablieren.
Die irische Verfassung verlangt, dass das Oberste Gericht nur eine Meinung veröffentlicht. Auch in der Volksrepublik China werden keinerlei unterschiedliche Meinungen veröffentlicht und auch Italien kennt keine individuellen Veröffentlichungen.
In Deutschland veröffentlicht das Bundesverfassungsgericht seit dem 21. Dezember 1970 unterschiedliche Meinungen, sie kommen jedoch nicht sehr häufig vor. Sofern sie aber vorkommen, machen die dissenting opinions die Mehrheit mit 3/4 der Sondervoten aus. Auch Japan kennt die Praxis von unterschiedlichen Richtermeinungen seit dem Zweiten Weltkrieg.
Die nigerianische Verfassung geht sogar weiter als unterschiedliche Meinungen zu erlauben, sie verlangt, dass jeder Richter eine einzelne Meinung abgibt, selbst wenn es sich nur um eine Annahme der Mehrheitsmeinung handelt.
Die Idee von concurring opinions gibt es auch in internationalen Gerichten, bspw. beim Internationalen Militärgerichtshof für den Fernen Osten, wo bspw. Delfin Jaranila, der Richter der Philippinen eine concurring opinion abgab.
Der Europäische Gerichtshof kennt nur Einheitsurteile. Der Europäische Gerichtshof für Menschenrechte kennt hingegen abweichende Richteransichten in Urteilen.